# Comaltes
La Vall de Comaltes és una coma que es troba dins del terme municipal de la Vall de Boí, a l'Alta Ribagorça, i dins de la zona perifèrica del Parc Nacional d'Aigüestortes i Estany de Sant Maurici.

## Geografia
La coma, d'origen glacial, es troba per sobre dels 1.500 metres, la seva superfície aproximada és d'1,15 km² i el seu perímetre té uns 5,8 km. És subsidiària de la Ribera de Caldes de la Vall de Boí, tributària per l'esquerra de la Noguera de Tor.
El Barranc de Comaltes puja des de la Ribera de Caldes, a l'alçada del Centre d'interpretació ambiental de Toirigo, fins a la cara sud dels Pics de Comaltes. La carena, en la seva part septentrional, que progressa cap a llevant i limita amb la Vall de Comalesbienes, passa pels Pics de Comaltes (2.765,4, 2.781,0, 2.768,0 i 2.770,4 m) per girar després cap al sud. Limitant ara amb Aigüissi, passa pel Coll Arenós (2.625,7 m) i el Tuc del Coll Arenós (2.648,4 m). La vall limita pel sud amb el Campo.

## Rutes
Hi ha dues rutes per pujar a l'indret:
- Seguint el Barranc de Comaltes.
- [8] Des del km 18 de la carretera L-500, anant a buscar la carena del Serrat del Colomer al sud-est, i carenant cap al nord-est pel serrat i lo Campo fins al Tuc del Coll Arenós.